# Dąbkowice (województwo zachodniopomorskie)
Dąbkowice (do 1945 niem. Damkerort) – osada (dawna wieś rybacka) w Polsce położona w województwie zachodniopomorskim, w powiecie sławieńskim, w gminie Darłowo na mierzei między jeziorem Bukowo a Morzem Bałtyckim.
Według danych z 28 września 2009 roku osada miała czterech stałych mieszkańców.
W Dabkowicach znajduje się Obchód Ochrony Wybrzeża podlegający pod Obwód Ochrony Wybrzeża Darłowo. Co roku odbywa się w pobliżu Akcja Bałtycka, polegającą na badaniu ptaków.
Do miejscowości można dostać się dróg tylko od strony Dąbek (odległość ok. 5 km). Odległość do Łazów w linii prostej wynosi ok. 4 km..
W latach 1975–1998 miejscowość administracyjnie należała do województwa koszalińskiego.

Dąbkowice (województwo zachodniopomorskie)
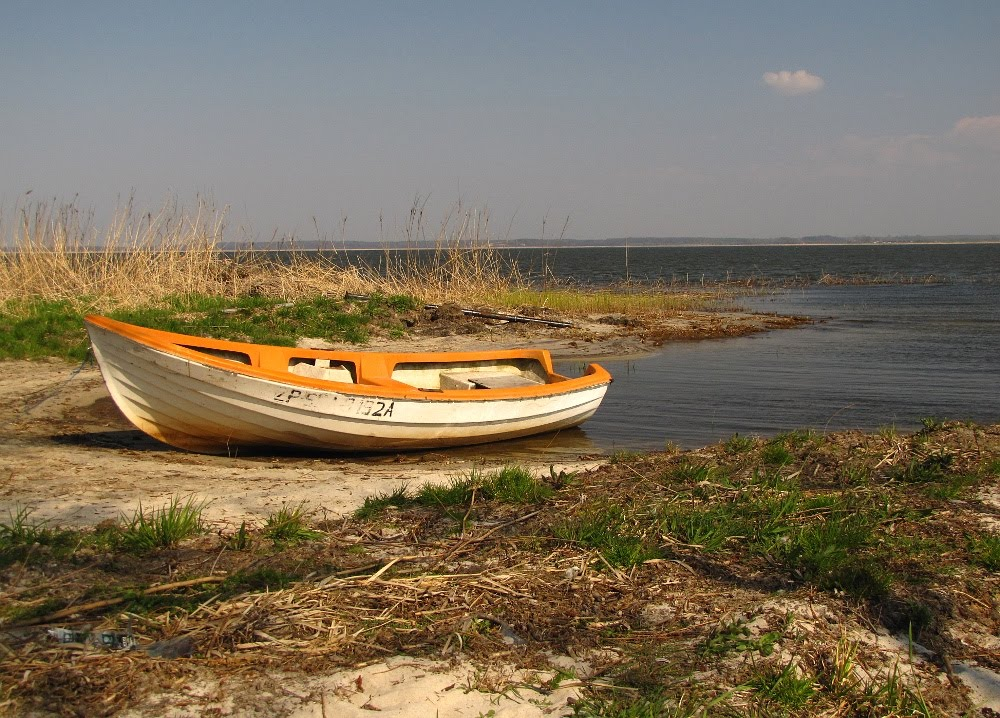
Jezioro Bukowo w Dąbkowicach
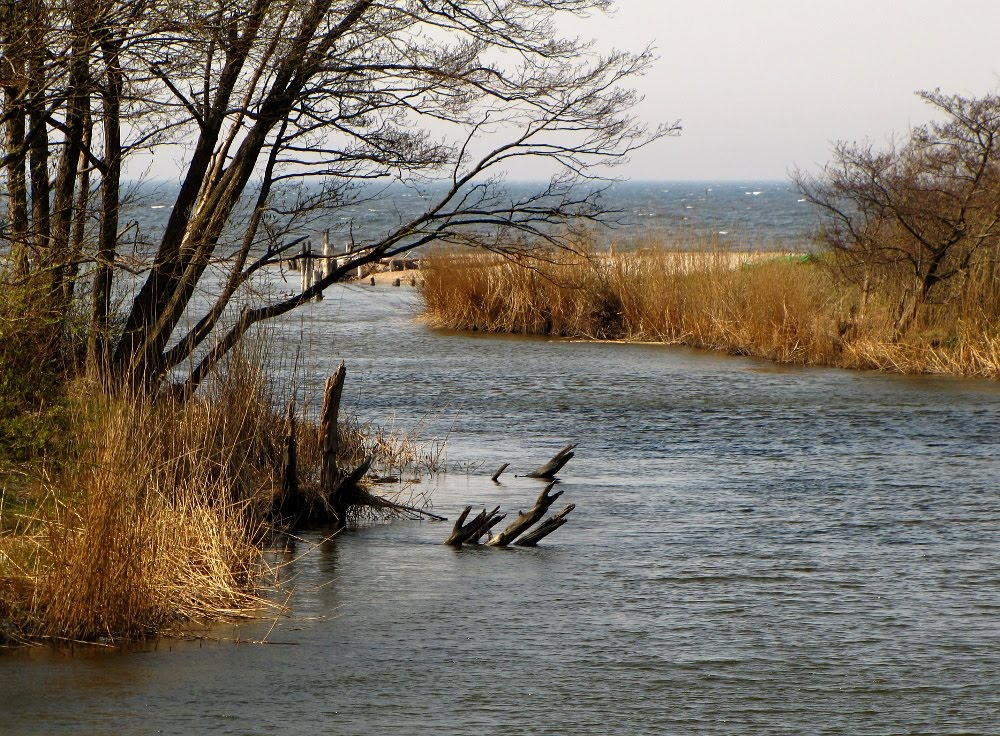
Kanał Szczuczy łączący Jezioro Bukowo z Morzem Bałtyckim
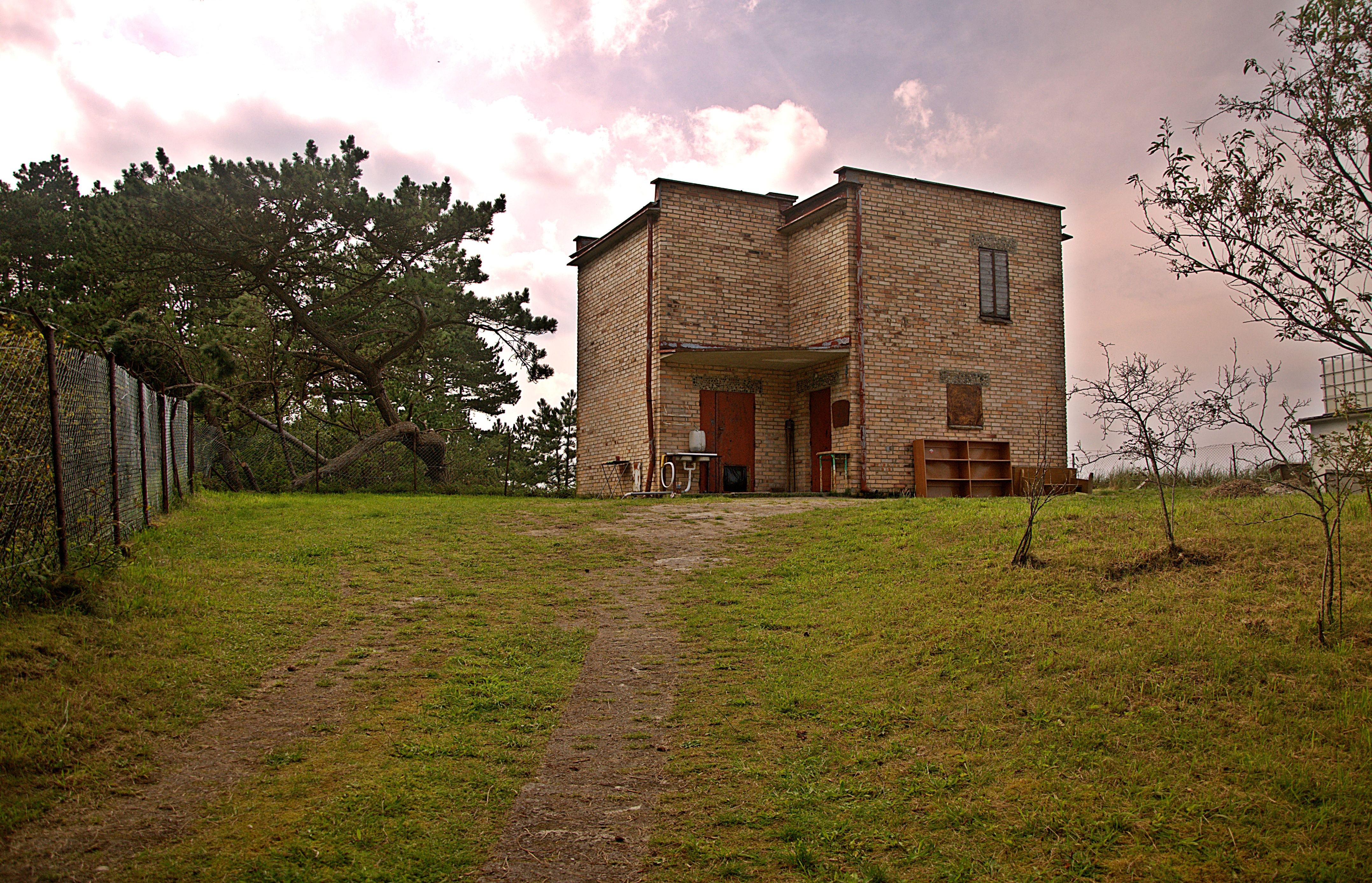
Dawny obiekt WOP w Dąbkowicach